# Вулиця Академіка Доброхотова
Ву́лиця Акаде́міка Доброхо́това — вулиця у Святошинському районі міста Києва, житловий масив Академмістечко. Пролягає від бульвару Академіка Вернадського до проспекту Академіка Палладіна (автомобільного проїзду на проспект не має, сполучається з ним пішохідною ділянкою зі сходами).
Прилучаються вулиці Серпова і Мирослава Поповича.

## Історія
Вулиця виникла у 1-й половині XX століття, мала назву 88-ма Нова. З 1944 року — Капітанівська. Сучасна назва на честь вченого-металурга Миколи Доброхотова — з 1970 року.